# وزغ ورقي مميز
وزغ ورقي مميز أو وزغ كيب ملفيل (الاسم العلمي:Saltuarius eximius) (بالإنجليزية: Cape Melville leaf-tailed gecko)‏ هو نوع من الحيوانات يتبع جنس الوزغ الورقي الذيل من الفصيلة الوزغية. وقد وصف هذا النوع في عام 2013 من قبل عالم الحيوان الأسترالي كونراد هوسكين (من جامعة جيمس كوك) وباتريك كوبر (أمين الزواحف في متحف كوينزلاند).
مجموعة علماء من جامعة جيمس كوك والجمعية الجغرافية الوطنية وصلت إلى أستراليا في بداية السنة الحالية لدراسة منطقة رأس ميلفيل في شبه جزيرة كيب يورك. وبعد أيام قليلة اكتشفت ثلاثة أنواع من الحيوانات وعدد كبير من الامور الأخرى التي يمكن أن تحظى باهتمام العلماء.